# Rekombinationshäufigkeit
|  | Dieser Artikel wurde aufgrund von formalen oder inhaltlichen Mängeln in der Qualitätssicherung Biologie zur Verbesserung eingetragen. Dies geschieht, um die Qualität der Biologie-Artikel auf ein akzeptables Niveau zu bringen. Bitte hilf mit, diesen Artikel zu verbessern! Artikel, die nicht signifikant verbessert werden, können gegebenenfalls gelöscht werden. Lies dazu auch die näheren Informationen in den Mindestanforderungen an Biologie-Artikel. |

Die Rekombinationshäufigkeit, auch Rekombinationsfrequenz genannt (Formelzeichen θ), ist ein Begriff der Genetik und Maß der Häufigkeit mit der Genkopplung stattfindet. Per Definition zeigt die Rekombinationshäufigkeit die Wahrscheinlichkeit, dass zwischen zwei Genen bei der Meiose ein Crossing-over stattfindet. Sie gibt somit an, ob die betreffenden Gene der gleichen Kopplungsgruppe angehören.  Bei einer Rekombinationshäufigkeit von 50 % oder mehr ist davon auszugehen, dass die jeweiligen Gene nicht miteinander gekoppelt sind.
Aufgrund der Definition der Rekombinationshäufigkeit hängt sie auch eng mit der genetischen Nähe zwischen zwei Genen zusammen. Eine Rekombinationshäufigkeit von 0,01 entspricht also bei einer Kartierung der Gene einem Abstand von einem Centimorgan. Die hierauf basierend vorgenommenen Messungen, bzw. Beschreibungen der Distanz zweier Gene unterschätzen diese Distanz zumeist. Dies hängt mit der erhöhten Wahrscheinlichkeit eines doppelten (oder beliebig geradzahligen) Crossing-overs. Diese genetische Nähe entspricht nicht unbedingt der räumlichen Nähe.

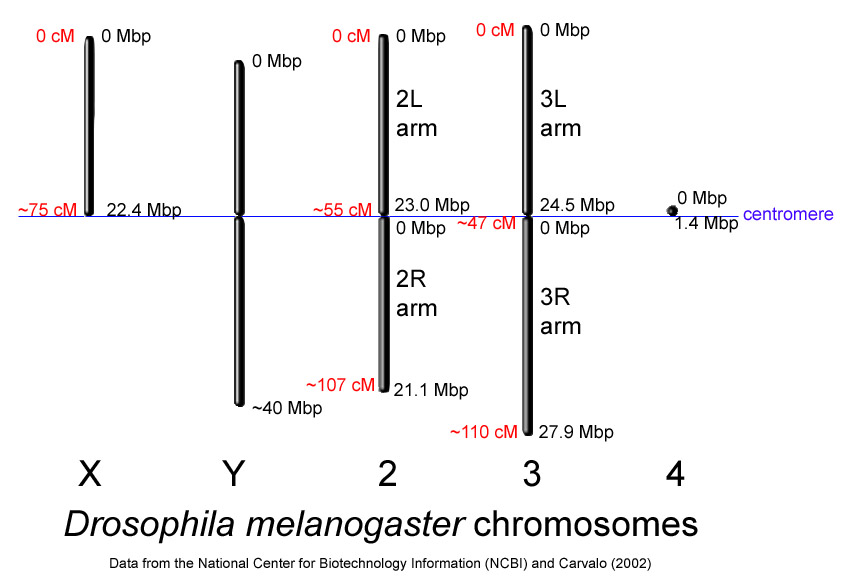
Auf diesem Diagram ist eine Genkartierung unter Verwendung von Centimorgan zu sehen.